# 1967 في المملكة المتحدة
فيما يلي قوائم الأحداث التي وقعت خلال عام 1967 في المملكة المتحدة.

## سياسة

### تعيين في المنصب
- 10 يناير – مارغريت ثاتشر وزير ظل للتعليم [الإنجليزية]‏.
- 30 نوفمبر – جيمس كالاهان وزير الدولة للشؤون الداخلية [الإنجليزية]‏.
- 30 نوفمبر – روي جنكينز مستشار الخزانة.

### انتهاء فترة المنصب
- 29 أغسطس – مايكل ستيوارت Secretary of State for Economic Affairs [الإنجليزية]‏.
- 30 نوفمبر – جيمس كالاهان مستشار الخزانة.

## رياضة
- 1 يناير – بطولة ويمبلدون 1967
- 15 يوليو – جائزة بريطانيا الكبرى 1967 الفائز جيم كلارك.

## ظهور
- 1 يناير – بروغريسيف روك
- 1 يناير – ليل لا ينتهي رواية من تأليف أجاثا كريستي.
- 1 يناير – هارد روك

## أفلام
من الأفلام التي صدرت هذه السنة في المملكة المتحدة:
- 1 يناير – ليلة الجنرالات من إخراج أناتول ليتفاك.
- 14 أبريل – كازينو رويال من إخراج Richard Talmadge [الإنجليزية]‏، Joseph McGrath (film director) [الإنجليزية]‏، Robert Parrish [الإنجليزية]‏، فال غيست، جون هيوستن، كين هيوز.
- 12 يونيو – أنت فقط تعيش مرتين من إخراج لويس جيلبرت.

## موسيقى

### ألبومات
من الألبومات التي صدرت هذه السنة في المملكة المتحدة:
- 1 يونيو – ديفيد بوي من غناء ديفيد بوي.

## كتب
من الكتب التي صدرت هذه السنة في المملكة المتحدة:
- 1 يناير – مكان غالي للموت من تأليف لين ديتون.
- 30 أكتوبر – ليل لا ينتهي من تأليف أجاثا كريستي.

## مواليد

### يناير
- 1 يناير – أل تي جي باكيم
- 1 يناير – أنجم تشودري
- 1 يناير – جون دغويد
- 1 يناير – ديفيد جوليان ملحن بريطاني.
- 4 يناير – جوني نيلسون ملاكم من المملكة المتحدة.
- 7 يناير – نك كلغ سياسي بريطاني.
- 14 يناير – إميلي واتسون
- 23 يناير – جيسون غودال لاعب كرة مضرب من المملكة المتحدة.
- 26 يناير – كول نيدام عالِم حاسوب من المملكة المتحدة.

### فبراير
- 3 فبراير – تيم فلاورز لاعب ومدرب كرة قدم إنجليزي.
- 12 فبراير – ماكس ريان ممثل بريطاني.
- 15 فبراير – ماكس سياندري
- 18 فبراير – كولن جاكسون منافِس ألعاب قوى من المملكة المتحدة.
- 27 فبراير – جوناثان إيف مصمم صناعي من المملكة المتحدة.
- 28 فبراير – تيري ريمير متسابق دراجات نارية من المملكة المتحدة.
- 28 فبراير – كولن كوبر لاعب كرة قدم من المملكة المتحدة.

### مارس
- 1 مارس – ستوارت كونكويست لاعب شطرنج من المملكة المتحدة.
- 11 مارس – جون بارومان
- 15 مارس – يان فيرغسون لاعب كرة قدم اسكتلندي.
- 16 مارس – تيري فيلان لاعب كرة قدم أيرلندي.
- 21 مارس – مالكولم ألين لاعب كرة قدم ويلزي.

### أبريل
- 16 أبريل – ديل بريان
- 16 أبريل – غروفيريدر
- 20 أبريل – ألان مكلولين لاعب كرة قدم أيرلندي.
- 22 أبريل – ديفيد جيه سي ماكي
- 25 أبريل – ألان كرناهان لاعب كرة قدم أيرلندي.

### مايو
- 2 مايو – ديفيد روكاستلي لاعب كرة قدم إنجليزي.
- 17 مايو – جيمس هويل لاعب شطرنج من المملكة المتحدة.
- 25 مايو – أندرو سزناجدير لاعب كرة مضرب كندي.
- 27 مايو – بول غاسكوين
- 29 مايو – ناول غلاغر موسيقي بريطاني.

### يونيو
- 7 يونيو – غافين تورك فنان بريطاني.
- 8 يونيو – إيفان إيكوكو لاعب كرة قدم نيجيري.
- 10 يونيو – إيما أندرسون
- 12 يونيو – فرانسيس أوكونور
- 29 يونيو – شيموس ماكغارفي مصور سينمائي إيرلندي.

### يوليو
- 1 يوليو – ريتشي كوستر
- 16 يوليو – برايان ميتشيل سياسي أسترالي.
- 17 يوليو – ميشيل أبورو
- 22 يوليو – بات باريت
- 22 يوليو – ريس ايفانز
- 22 يوليو – لورين بوث صحفية من المملكة المتحدة.
- 26 يوليو – جيسون ستاثام ممثل إنجليزي.
- 28 يوليو – إفي أنوارا لاعب ومدرب كرة قدم اسكتلندي.

### أغسطس
- 7 أغسطس – شارلوت لويس
- 15 أغسطس – ألان هانينغ
- 22 أغسطس – أديوالي أكينوي أجباجي ممثل بريطاني.
- 24 أغسطس – مايكل توماس لاعب كرة قدم بريطاني.
- 25 أغسطس – توم هولاندر ممثل بريطاني.

### سبتمبر
- 5 سبتمبر – روجر هاغينز لاعب كرة سلة من المملكة المتحدة.
- 13 سبتمبر – وارن أسبينال لاعب كرة قدم إنجليزي.
- 18 سبتمبر – تارا فيتزجيرالد
- 18 سبتمبر – فلافيو أناستازيا درّاج طريق نيوزيلندي.
- 24 سبتمبر – نورينا هرتز عالمة اقتصاد بريطانية.

### أكتوبر
- 5 أكتوبر – غاي بيرس
- 21 أكتوبر – بول آينس لاعب كرة قدم إنجليزي.

### نوفمبر
- 12 نوفمبر – آن جوردون موسيقية بريطانية.
- 15 نوفمبر – باكي أندرسون صحفية بريطانية.

### ديسمبر
- 6 ديسمبر – هيلين غرينير مهندسة من الولايات المتحدة الأمريكية.
- 14 ديسمبر – جورج أوبويل
- 31 ديسمبر – ألن بوسورث ملاكم من المملكة المتحدة.

## وفيات

### يناير
- 1 يناير – توم ديفيز (مواليد 1892) لاعب كرة قدم إنجليزي.
- 2 يناير – رامون زابالو (مواليد 1910) لاعب كرة قدم إسباني.

### فبراير
- 8 فبراير – فيكتور غولانكز (مواليد 1893) ناشر بريطاني.
- 26 فبراير – روبيرت ميلار (مواليد 1890)

### مارس
- 27 مارس – كاثلين إينس (مواليد 1883) داعية سلام ومعلمة وكاتبة بريطانية.

### أبريل
- 19 أبريل – ويليام بويل (مواليد 1873) عسكري من المملكة المتحدة.

### مايو
- 5 مايو – أوين جونز (مواليد 1878) جيولوجي من المملكة المتحدة.
- 8 مايو – جون كينغ ديفيس (مواليد 1884) مستكشف أسترالي.

### يونيو
- 3 يونيو – آرثر رانسوم (مواليد 1884) كاتب وصحفي إنجليزي.
- 12 يونيو – بومباردييه بيلي ويلز (مواليد 1887) ملاكم من المملكة المتحدة.
- 30 يونيو – روزيتا فوربس (مواليد 1890)

### يوليو
- 13 يوليو – توم سيمبسون (مواليد 1937) درّاج طريق من المملكة المتحدة.
- 31 يوليو – مارغريت كينيدي (مواليد 1896)

### أغسطس
- 14 أغسطس – بوب أندرسون (مواليد 1931)

### سبتمبر
- 1 سبتمبر – سيغفريد ساسون (مواليد 1886)
- 8 سبتمبر – دونلد أيوين كامرون (مواليد 1901) عالم جنس من الولايات المتحدة الأمريكية.
- 18 سبتمبر – جون كوكروفت (مواليد 1897) فيزيائي بريطاني.

### أكتوبر
- 7 أكتوبر – نورمان إنجيل (مواليد 1872) سياسي بريطاني.
- 8 أكتوبر – كليمنت أتلي (مواليد 1883)
- 9 أكتوبر – سيريل هنشلوود (مواليد 1897)

### نوفمبر
- 13 نوفمبر – هارييت كوهين (مواليد 1895) موسيقية بريطانية.
- 22 نوفمبر – قاي هولمز (مواليد 1905) لاعب كرة قدم إنجليزي.

### ديسمبر
- 1 ديسمبر – موريس بونيان (مواليد 1894) لاعب ومدرب كرة قدم إنجليزي.
- 4 ديسمبر – دانيال جونز (مواليد 1881)
- 11 ديسمبر – روجر جونز (مواليد 1902) لاعب كرة قدم إنجليزي.